# José Vidal
José Vidal (ur. 15 grudnia 1896 w Montevideo, zm. 3 lipca 1974 tamże) – piłkarz urugwajski, pomocnik.
Jako piłkarz klubu Belgrano Montevideo wziął udział w turnieju Copa América 1922, gdzie Urugwaj zajął trzecie miejsce. Vidal nie zagrał w żadnym meczu.
Rok później wziął udział w turnieju Copa América 1923, gdzie Urugwaj zdobył tytuł mistrza Ameryki Południowej. Vidal zagrał we wszystkich trzech meczach - z Paragwajem, Brazylią i Argentyną.
Wziął udział w Igrzyskach Olimpijskich w 1924 roku, gdzie Urugwaj zdobył złoty medal. Vidal zagrał w czterech meczach – z Jugosławią (zdobył bramkę), USA, Holandią i Szwajcarią.
Wciąż jako gracz klubu Belgrano był w reprezentacyjnej kadrze podczas turnieju Copa América 1924, gdzie Urugwaj ponownie został mistrzem Ameryki Południowej - nie zagrał jednak w żadnym meczu.
Vidal od 4 listopada 1923 do 9 czerwca 1924 rozegrał w reprezentacji Urugwaju 7 meczów i zdobył 1 bramkę.